# Ascosalsum
Ascosalsum es un género de hongos de la familia Halosphaeriaceae. El género contiene tres especies.